# Ebenezer Mattoon
Ebenezer Mattoon  (* 19. August 1755 in North Amherst, Hampshire County, Province of Massachusetts Bay; † 11. September 1843 in Amherst, Massachusetts) war ein US-amerikanischer Politiker. Zwischen 1801 und 1803 vertrat er den Bundesstaat Massachusetts im US-Repräsentantenhaus.

## Werdegang
Ebenezer Mattoon besuchte die öffentlichen Schulen seiner Heimat und genoss zeitweise auch Privatunterricht. Im Jahr 1776 absolvierte er das Dartmouth College in Hanover (New Hampshire). Er schloss sich der amerikanischen Revolution an und diente während des Unabhängigkeitskrieges in der Kontinentalarmee, in der er bis zum Major aufstieg. Später arbeitete er als Lehrer und in der Landwirtschaft. Gleichzeitig schlug er eine politische Laufbahn ein. In den Jahren 1781 und 1794 war er Abgeordneter im Repräsentantenhaus von Massachusetts; von 1795 bis 1796 gehörte er dem Staatssenat an. Zwischen 1782 und 1796 fungierte Mattoon auch als Friedensrichter in seiner Heimat. Von 1799 bis 1816 war er als Generalmajor Mitglied der Staatsmiliz von Massachusetts. Zwischen 1796 und 1816 war er Sheriff im Hampshire County. Politisch schloss er sich der von Alexander Hamilton gegründeten Föderalistischen Partei an.
Nach dem Rücktritt des Abgeordneten Samuel Lyman wurde Mattoon bei der fälligen Nachwahl für den dritten Sitz von Massachusetts als dessen Nachfolger in das US-Repräsentantenhaus in Washington, D.C. gewählt, wo er am 2. Februar 1801 sein neues Mandat antrat. Nach einer Wiederwahl konnte er bis zum 3. März 1803 im Kongress verbleiben. Im Jahr 1812 war Mattoon erneut Abgeordneter im Repräsentantenhaus von Massachusetts. Außerdem setzte er seine Laufbahn in der Staatsmiliz fort. Zwischen 1816 und 1818 war er als Adjutant General deren Kommandeur. Im Jahr 1820 nahm er als Delegierter an einer Versammlung zur Überarbeitung der Verfassung von Massachusetts teil. Nach einer vollständigen Erblindung zog er sich dann aus der Öffentlichkeit zurück. Ebenezer Mattoon starb am 11. September 1843 in Amherst.